# Pomarea mira
Pomarea mira é uma espécie de ave passeriforme endêmica da Polinésia Francesa. Foi descrita cientificamente por Robert Cushman Murphy e Gregory Mathews em 1928. Havia sido registrada pela última vez em 1985, porém em 2010, um relato de uma observação não confirmada, mas convincente, de um exemplar macho da ave modificou o status da espécie de "extinta" para "possivelmente extinta".